# Cuarteto de Normandía
El Cuarteto de Normandía (francés: Format Normandie) es un grupo diplomático compuesto por representantes de alto nivel de cuatro países europeos (Alemania, Rusia, Ucrania y Francia) para resolver el conflicto bélico en el Este de Ucrania.  El cuarteto de Normandía opera principalmente a través de llamadas telefónicas entre los presidentes ucraniano, ruso y francés, el canciller alemán y sus respectivos ministros de asuntos exteriores.
El nombre proviene por la reunión de los líderes de los cuatro Estados sostuvieron por vez primera el 6 de junio de 2014, en el Castillo de Bénouville, Normandía (Francia), en la conmemoración del 70.º aniversario de la Operación Overlord. La siguiente reunión se realizó los días 16 y 17 de octubre en Milán (Italia) aprovechando la cumbre de Asia y Europa. Ambas reuniones acabaron sin acuerdos significativos. La tercera reunión se llevó a cabo del 11 al 12 de febrero de 2015 en Minsk (Bielorrusia), en la cual se firmó el acuerdo de Minsk II.

## Participantes

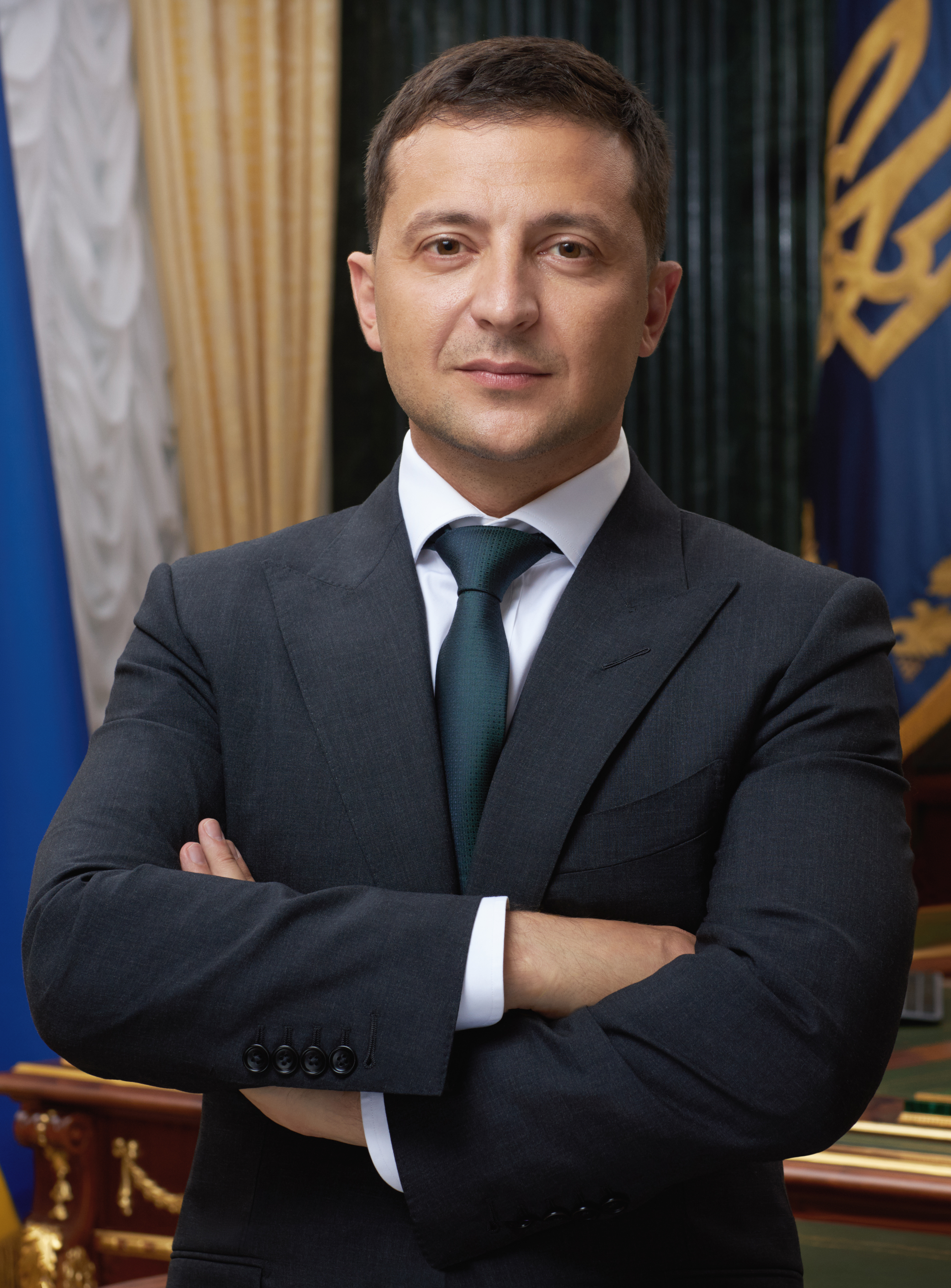
Ucrania. Volodímir Zelenski, presidente
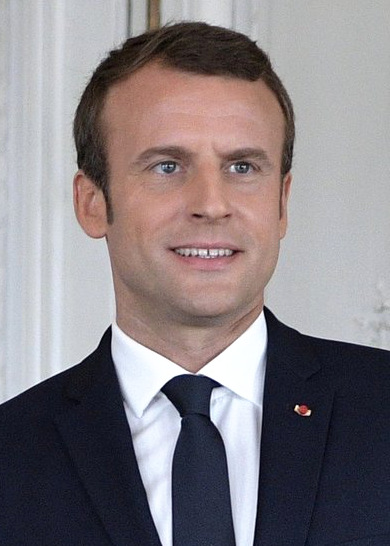
Francia. Emmanuel Macron, presidente
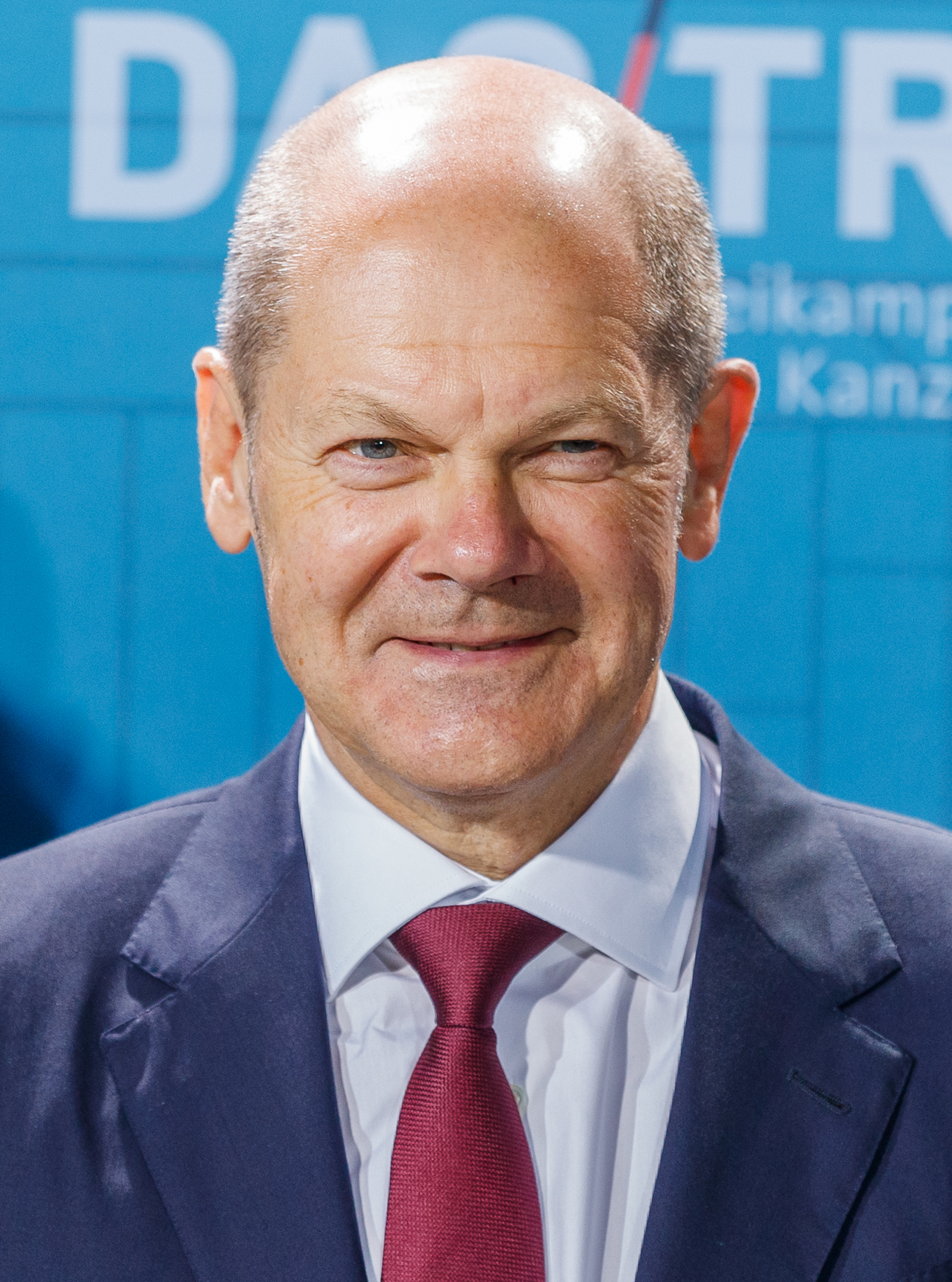
Alemania. Olaf Scholz, canciller
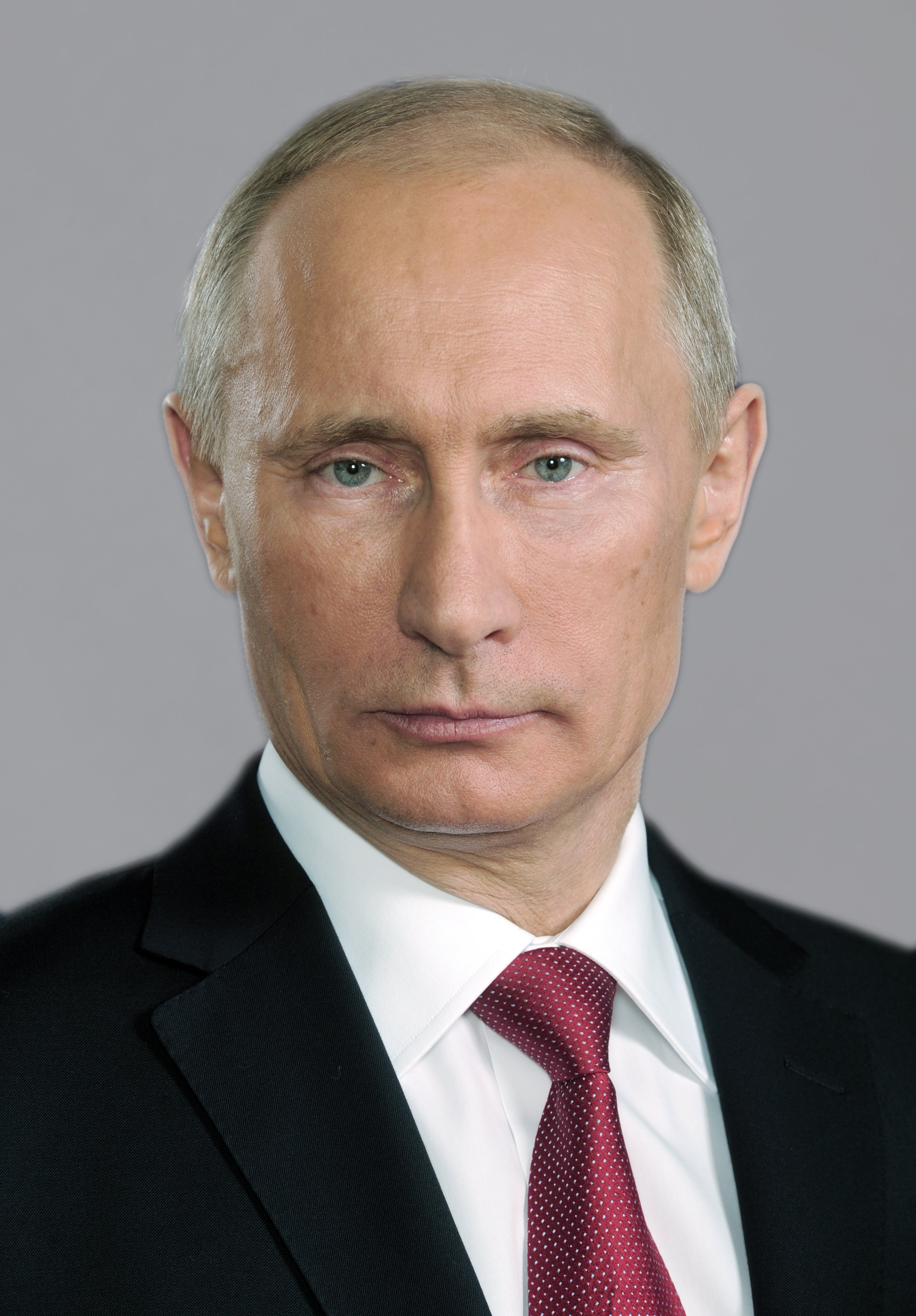
Rusia. Vladímir Putin, presidente

### Representantes de los Ministerios de Asuntos Exteriores

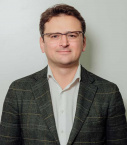
Ucrania. Dmytro Kuleba, ministro
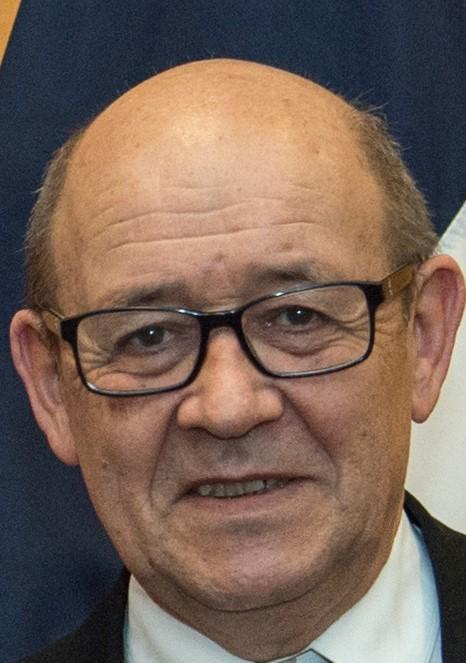
Francia. Jean-Yves Le Drian, ministro
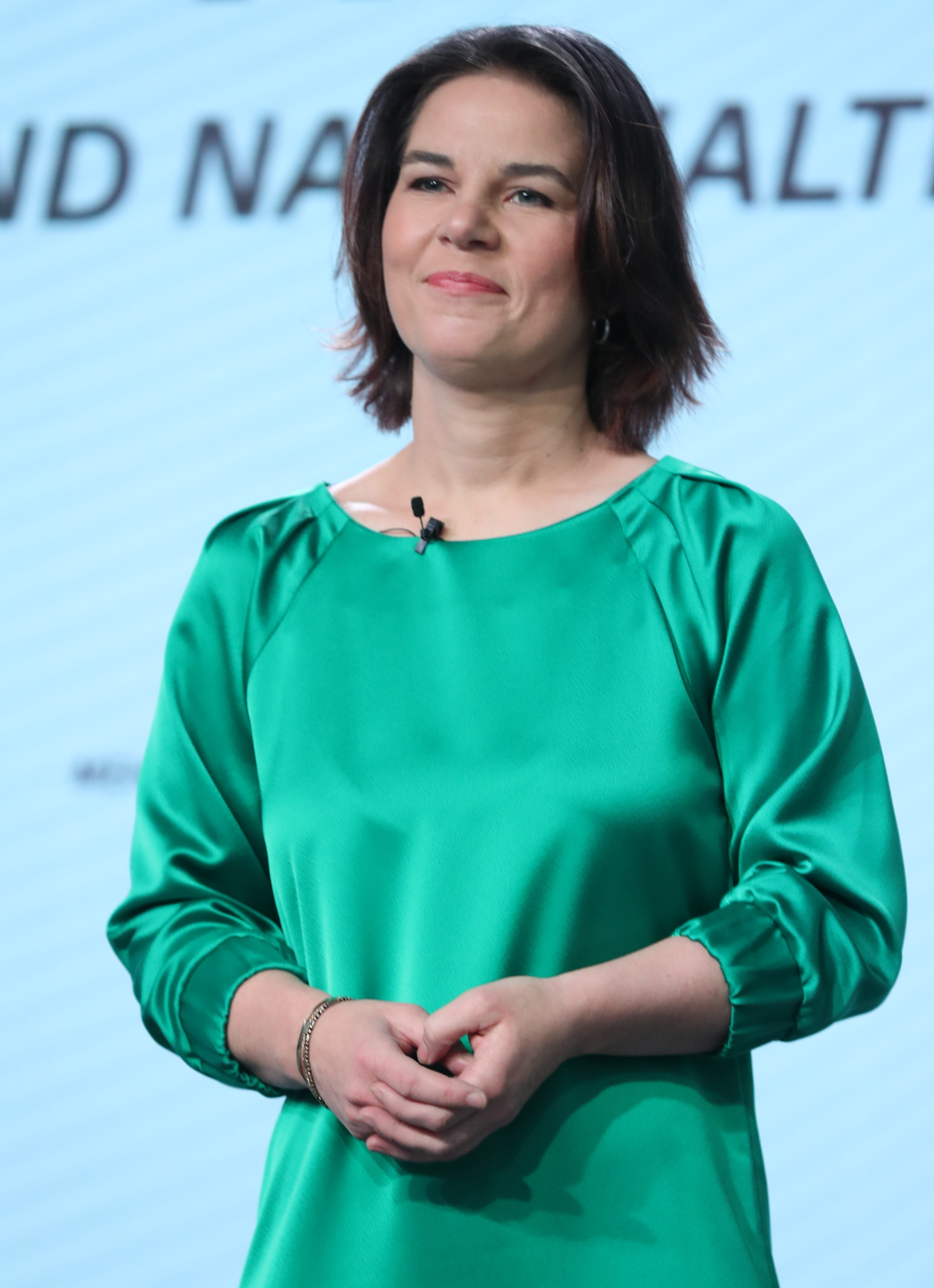
Alemania. Annalena Baerbock, ministra
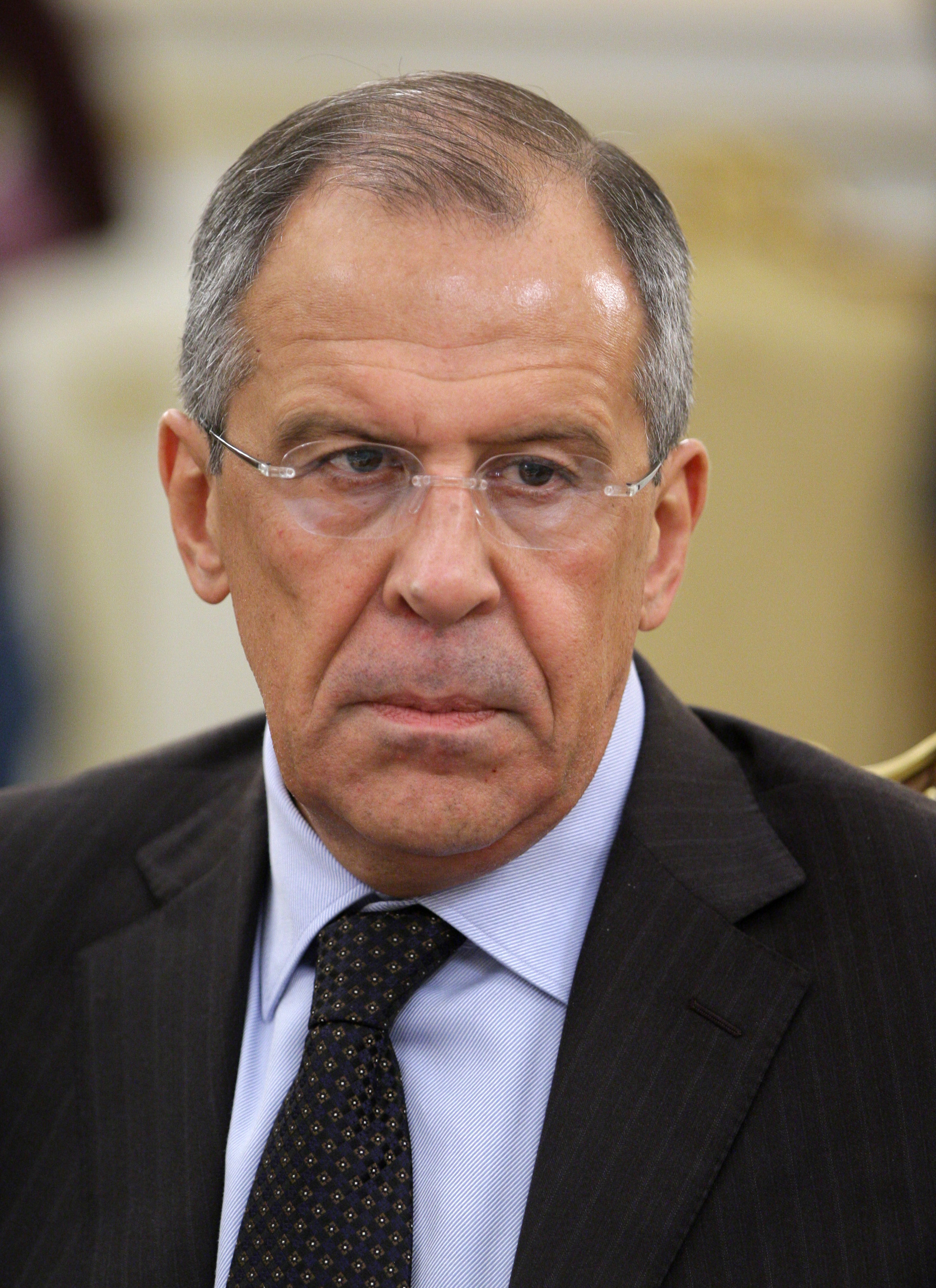
Rusia. Serguéi Lavrov, ministro